# Argemone munita
Argemone munita là một loài thực vật có hoa trong họ Anh túc. Loài này được Durand & Hilg. mô tả khoa học đầu tiên năm 1855.

## Hình ảnh

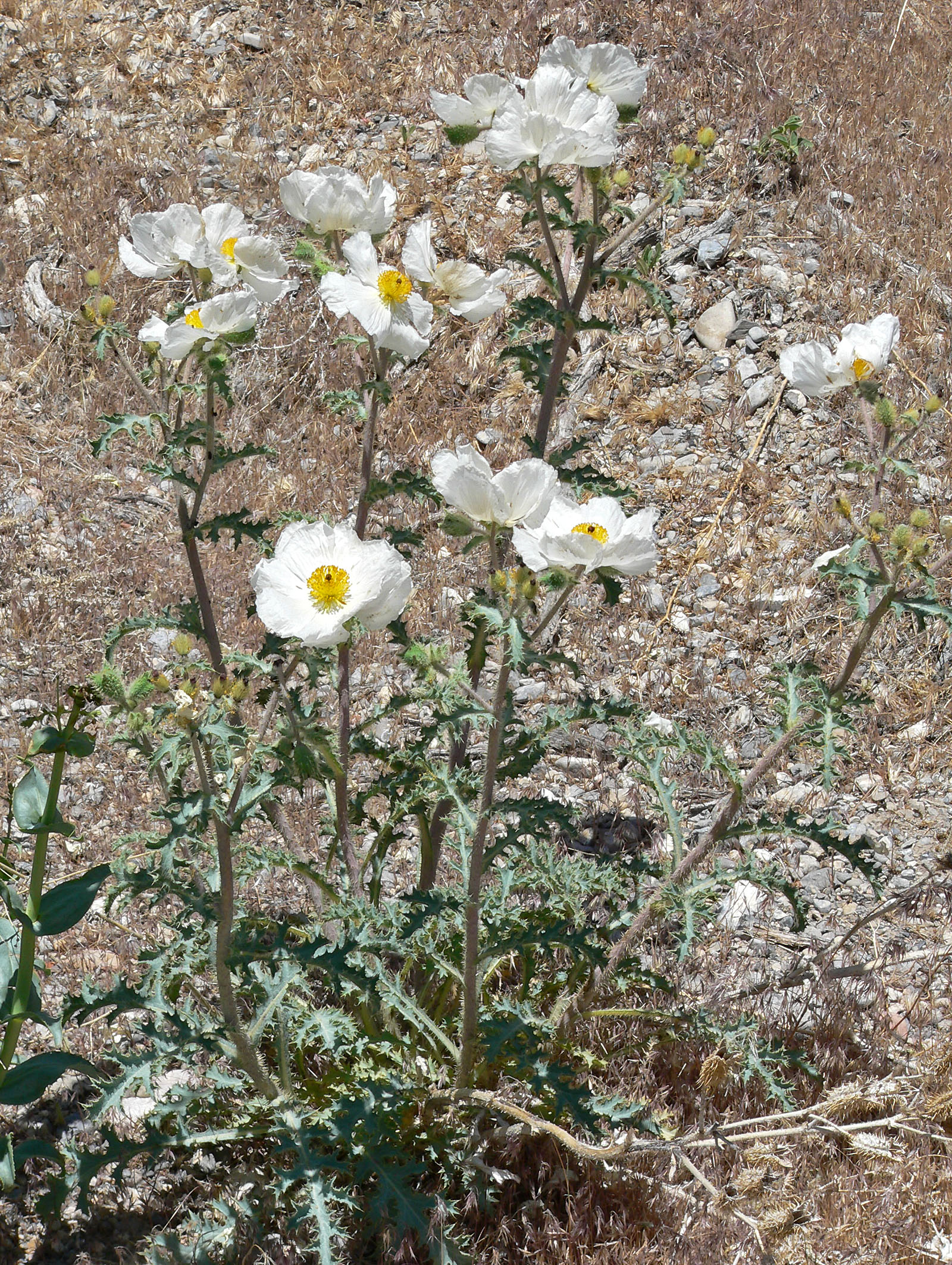
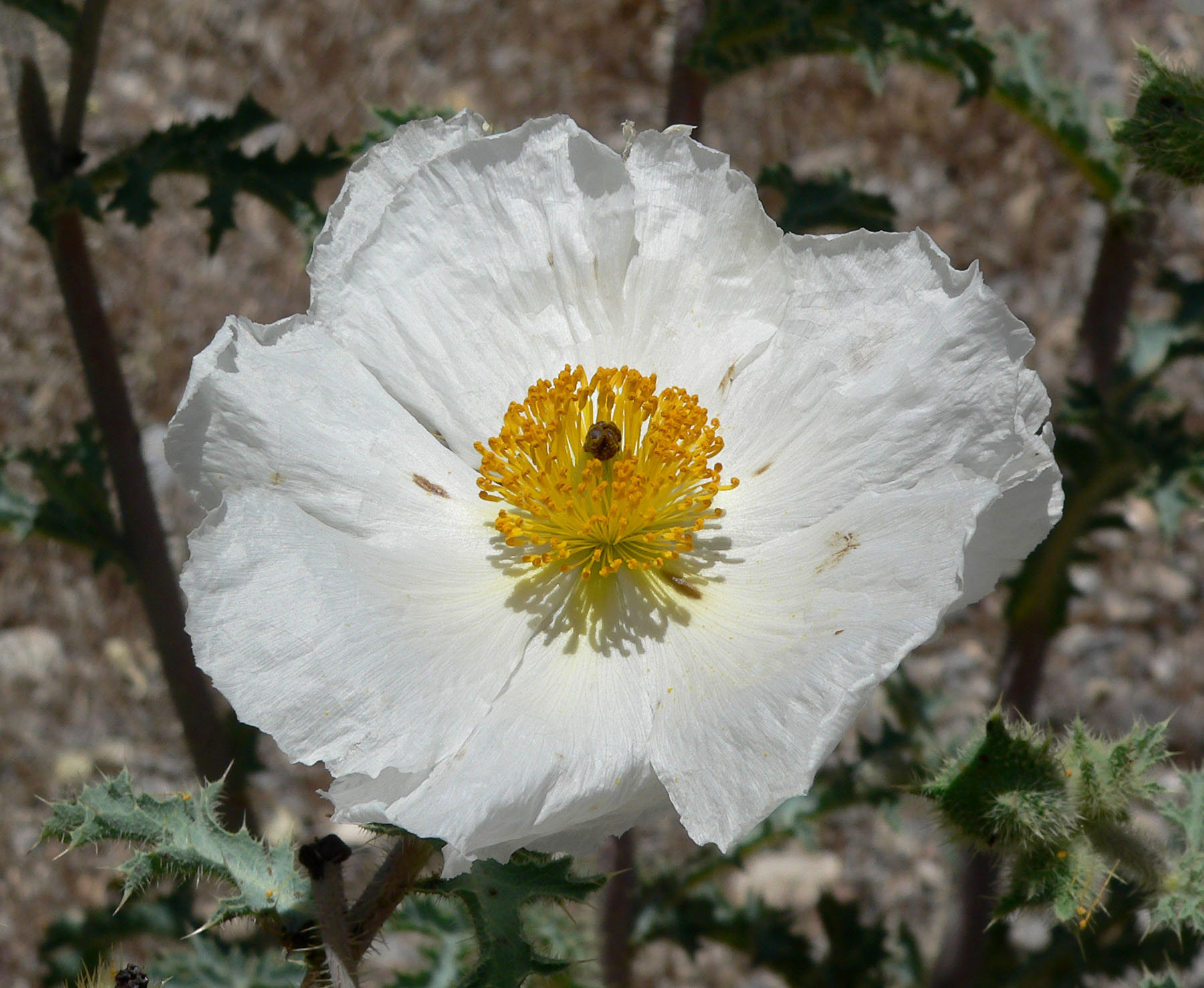
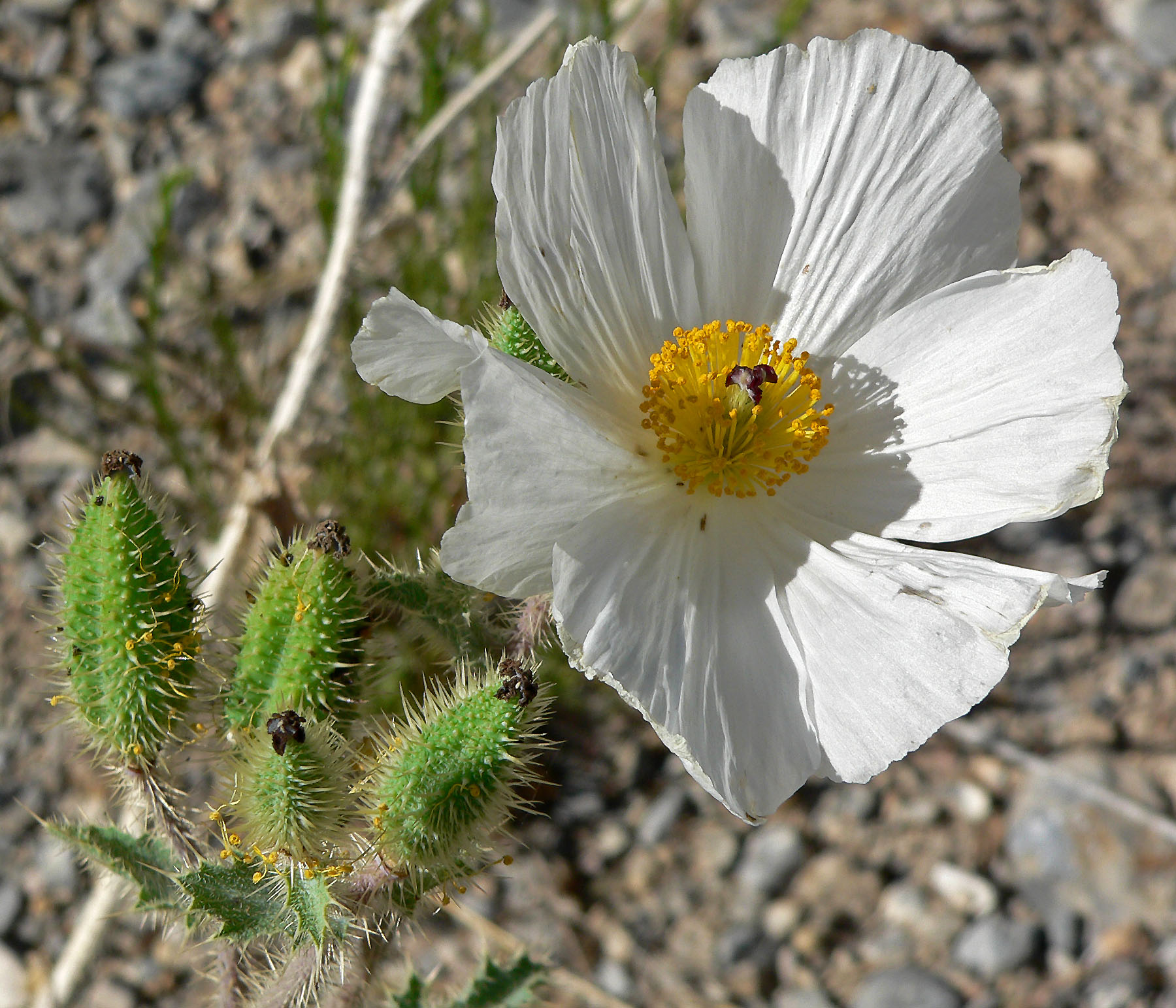
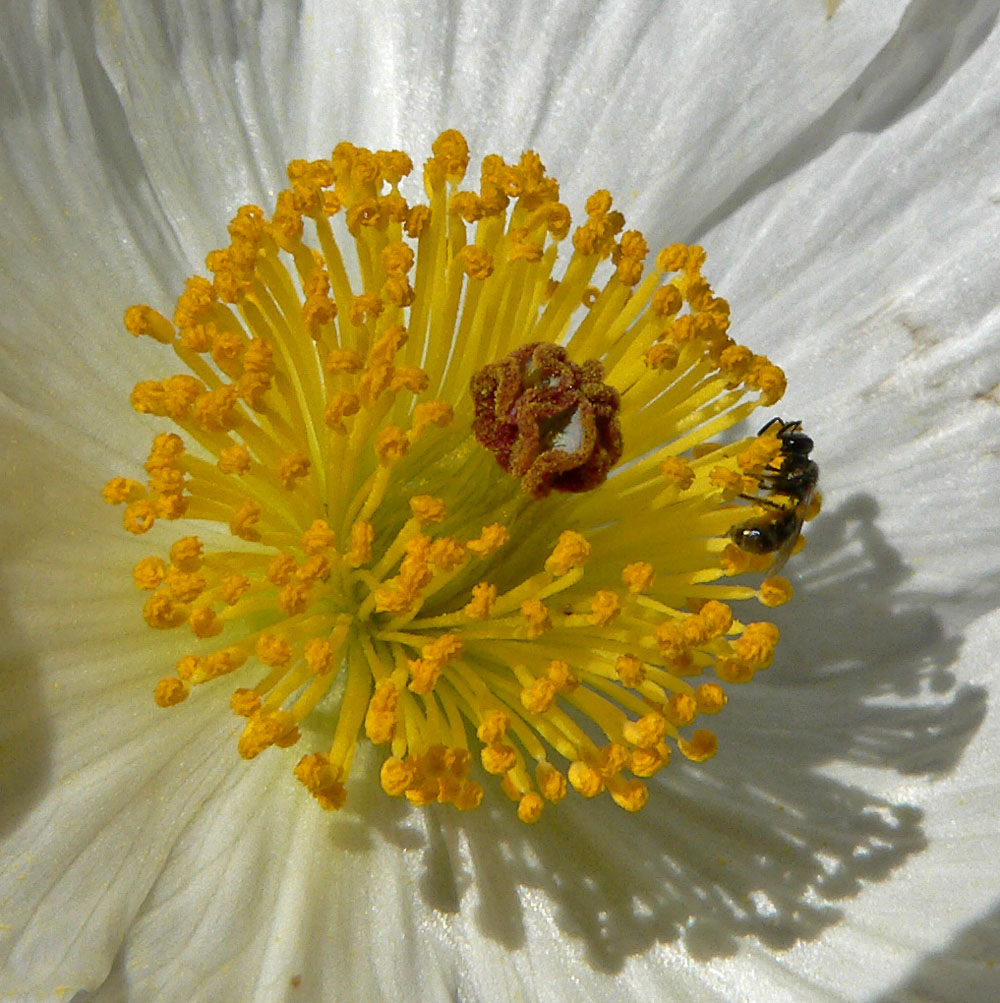